# Kloster Blagnac

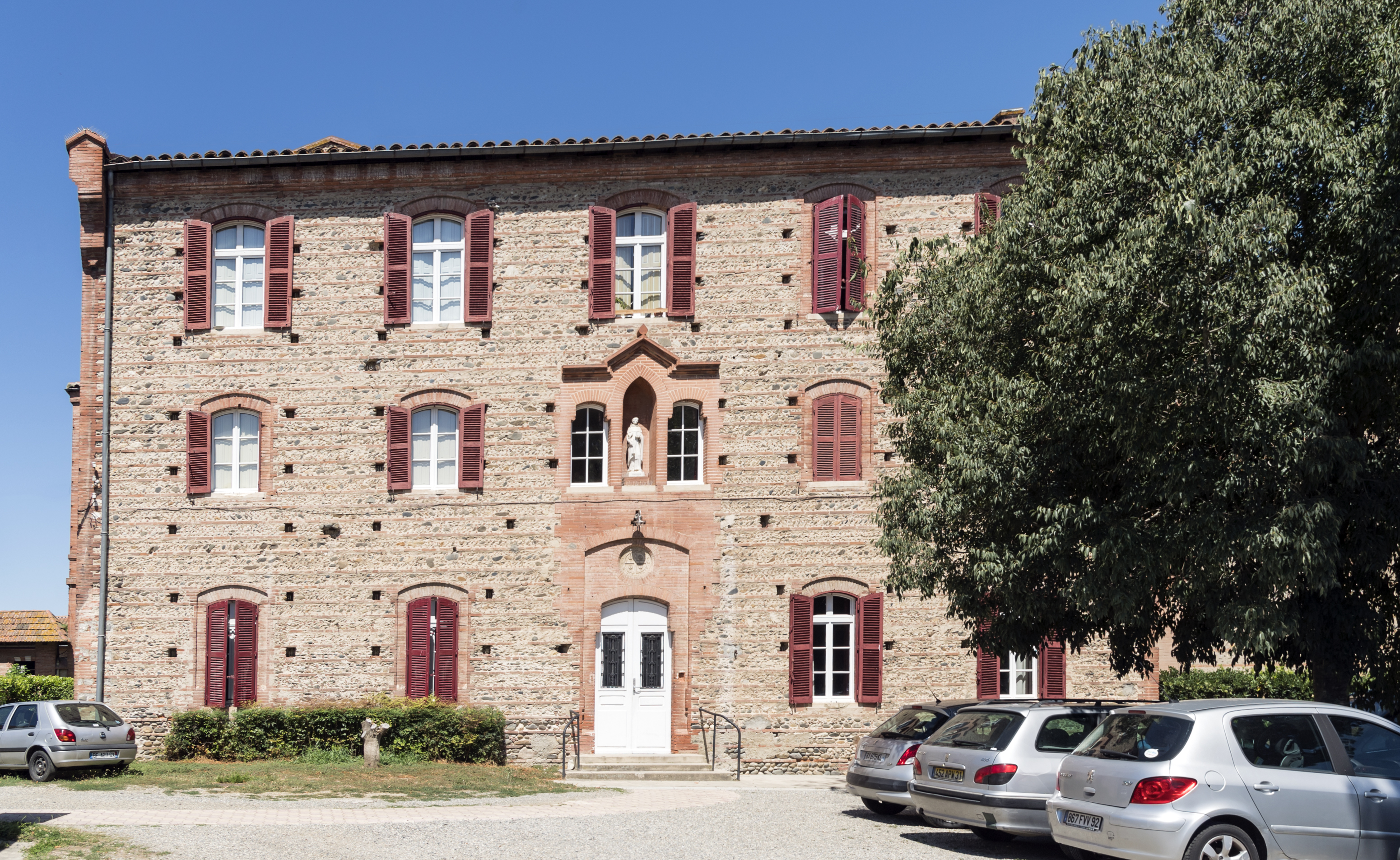
Kloster Blagnac

Kloster Blagnac war von 1852 bis 1939 ein französisches Kloster der Trappistinnen in Blagnac bei Toulouse.

## Geschichte
1852 gründeten Trappistinnen von Kloster Maubec (Montélimar) das Kloster Blagnac. 1939 wurden sie durch den Bau des Flughafens Toulouse-Blagnac vertrieben und zogen zur Wiederbesiedelung in das Kloster Rivet südlich Bordeaux um. Ihnen folgten in Blagnac Dominikanerinnen nach und ab 1987 die Gemeinschaft der Seligpreisungen.

### Priorinnen und Äbtissinnen
- Marie Agnès Monjot (1852–1853)
- Hildegarde Schreiber (1853–1891)
- Louise Duponnois (1891–1932, erste Äbtissin)
- Madeleine Freydier (1932–1939)

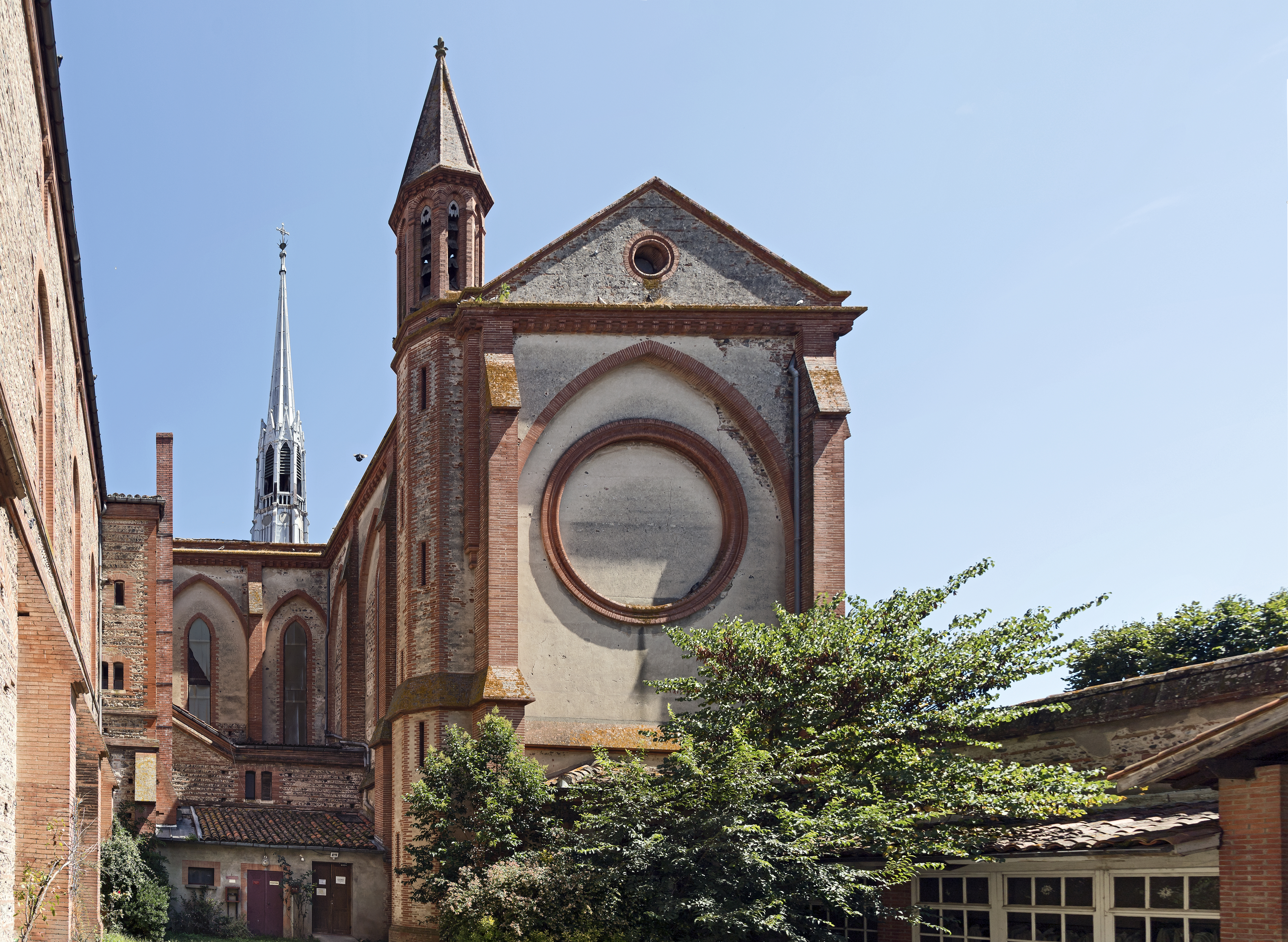
Die Kirche
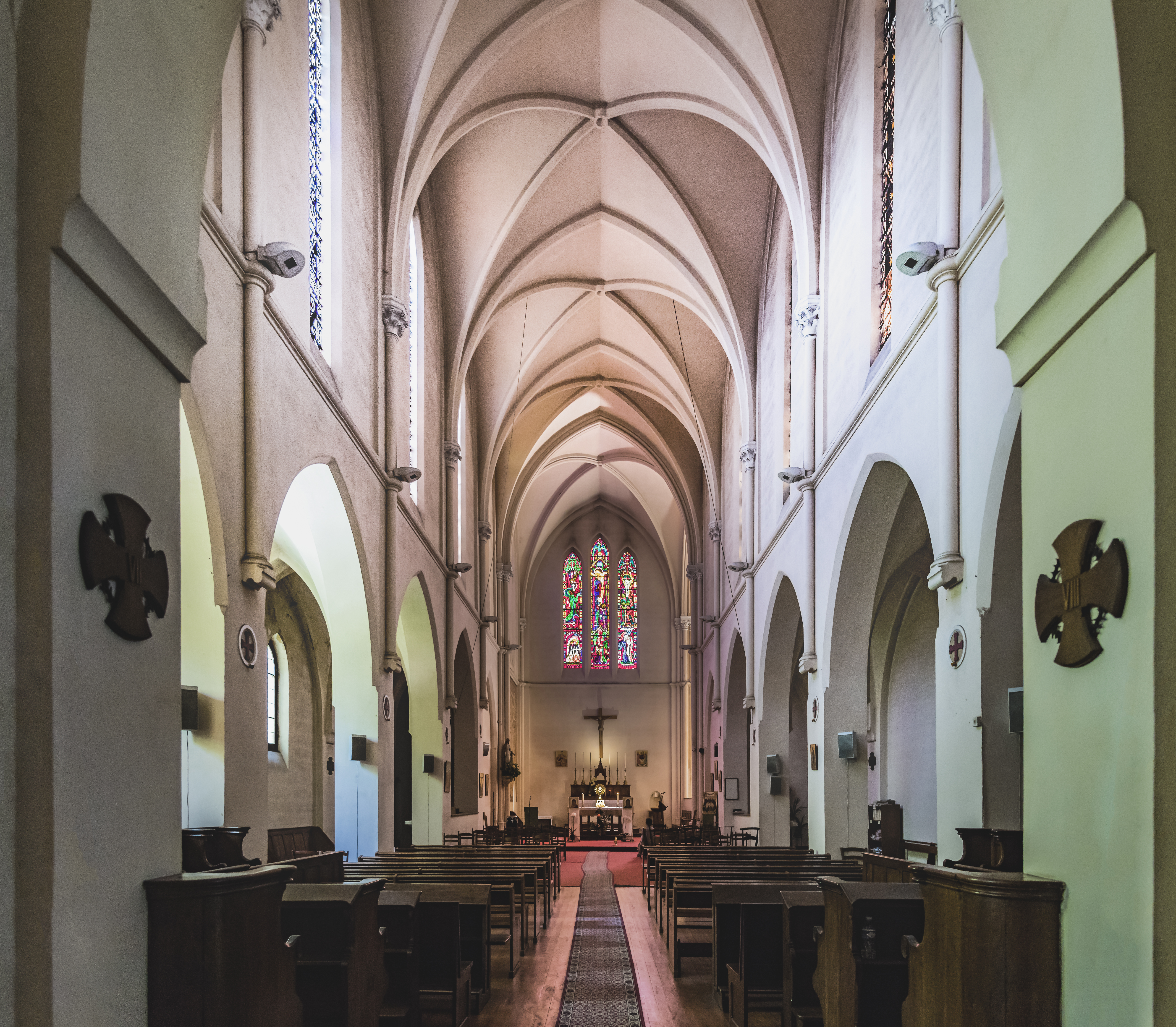
Das Kirchenschiff und der Chor
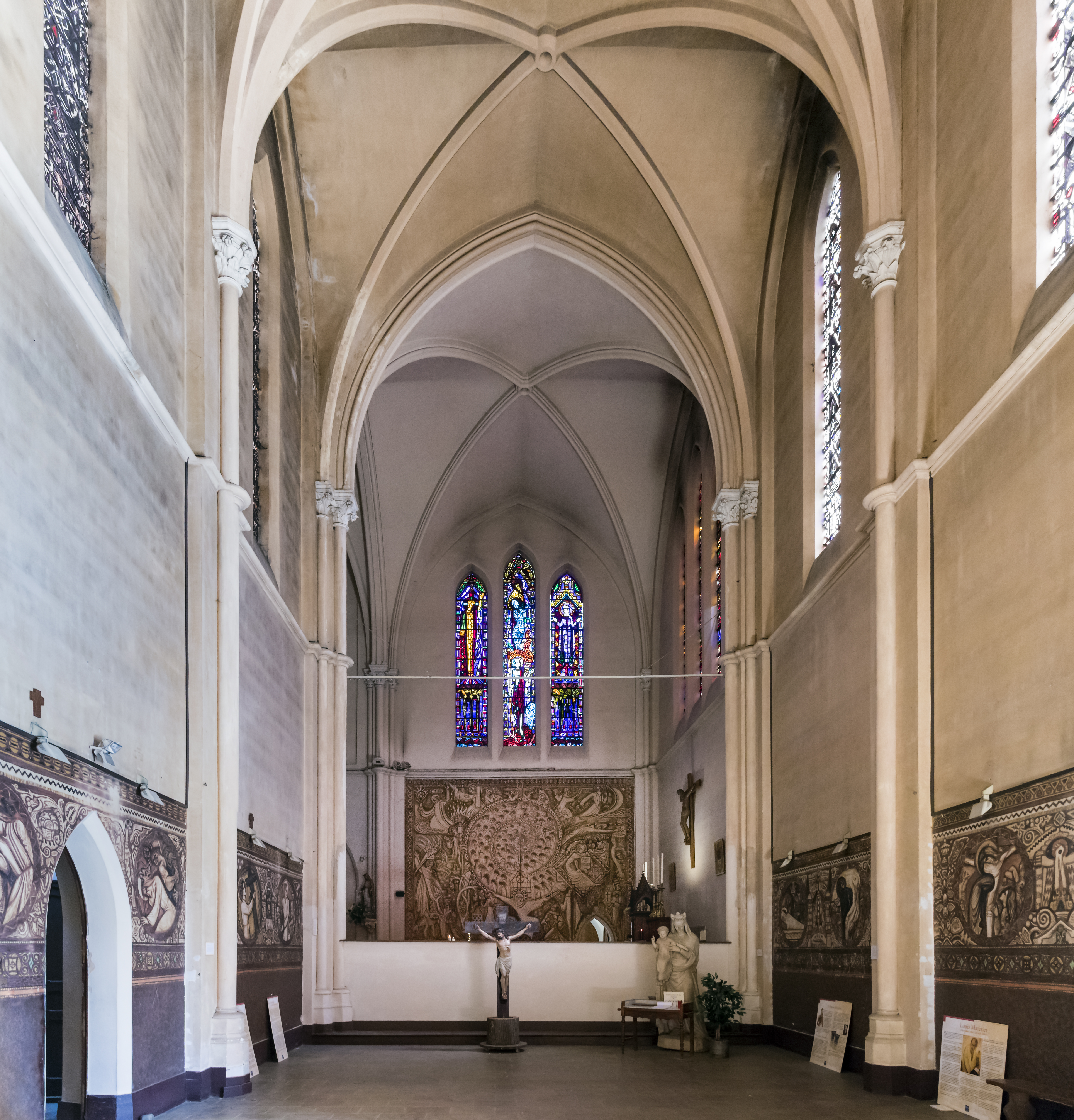
Kapelle des "Weges des Kreuzes"